# Lorraine Elizabeth Wooster
Lorraine Elizabeth Wooster (Ohio, 24 de juliol de 1868 - Chicago, 4 de juliol de 1953), també coneguda com a Lizzie E. Wooster o Elizabeth Wooster, va ser una educadora, advocada i política de l'estat de Kansas dels Estats Units. Va ser la primera dona a ocupar un càrrec electe a Kansas, exercint com a Superintendent d'Instrucció Pública entre 1919 i 1923.
Lizzie Wooster va néixer a Ohio, però la seva família es va traslladar al comtat de Mitchell, Kansas, quan era jove. Va començar la seva carrera docent a una petita escola local quan tenia setze anys. El 1894, es va traslladar a Salina i va començar a escriure llibres de text; va vendre els seus llibres a escoles de tot el país i va establir una companyia editorial a Chicago per als seus llibres el 1907.
El 1916, es va presentar a les eleccions per a Superintendent d'Instrucció Pública de Kansas. Tot i que la seva campanya va fracassar, va intentar-ho novament dos anys després i va ser elegida, convertint-se en la primera dona elegida a una oficina estatal de Kansas. En campanya havia defensat que, considerant que el 80% dels professors de Kansas eren dones, era la persona més adequada per a representar-les. El suport de Kansas al sufragi femení, pioner al país, també la va ajudar, ja que les dones van obtenir el dret de vot el 1912 i van ser votants actives en el moment de la seva elecció.
Com a superintendent estatal, Wooster va promoure més finançament per a les escoles, cursos escolars més llargs per als estudiants rurals i ensenyament obligatori fins als setze anys. No obstant això, també era coneguda pels estrictes codis de conducta moral que va aplicar als professors de l'estat. Va insistir que els professors no fumessin, no beguessin, ni ballessin ni es maquillessin. Va ser reelegida el 1920, però el seu codi moral va provocar la seva caiguda. El 1922, va perdre les eleccions per a un tercer mandat.
Després de deixar el càrrec, Wooster va continuar la seva carrera com a advocada. Va exercir de vicepresidenta de l'Associació Nacional de Dones Advocades i, el 1932, va fer campanya sense èxit per al càrrec de Fiscal General de Kansas. Es va traslladar a Chicago el 1934, on va viure fins a la seva mort el 1953.